# Claude Louis de La Châtre
Pour les autres membres de la famille, voir Maison de La Châtre.
Claude Louis de La Châtre (né à Paris le 28 septembre 1698, mort à Agde le 22 mai 1740),  ecclésiastique, fut évêque d'Agde de 1726 à 1740.

## Biographie
Claude Louis de La Châtre est issu de la famille de La Châtre. Il est le fils de Louis-Charles-Edme de La Châtre, comte de Nançay (vers 1661-1730), et de Marie Charlotte de Beaumanoir (1668-1725). Il fait ses études au séminaire Saint-Magloire.
Docteur en théologie prêtre, il devient grand-vicaire de l'archidiocèse de Tours. Louis XV le nomme abbé commendataire de l'abbaye Saint-Michel du Tréport, au mois de novembre 1717, et M. de La Châtre en fait prendre possession, en son nom, par Dom Alexandre Satorel, prieur de l'abbaye. 
Nommé évêque d'Agde en 1726, il est confirmé le 20 janvier 1727 et consacré en octobre par l'archevêque de Toulouse. Il publie la bulle Unigenitus en 1729 plus par conformisme que par conviction et laisse les jansénistes développer leurs idées. Il meurt dans  son diocèse le 22 mai 1740 à l'âge de 43 ans et fait son légataire universel de l’Hôpital Général de la ville d’Agde.